# アミール・ティムール広場

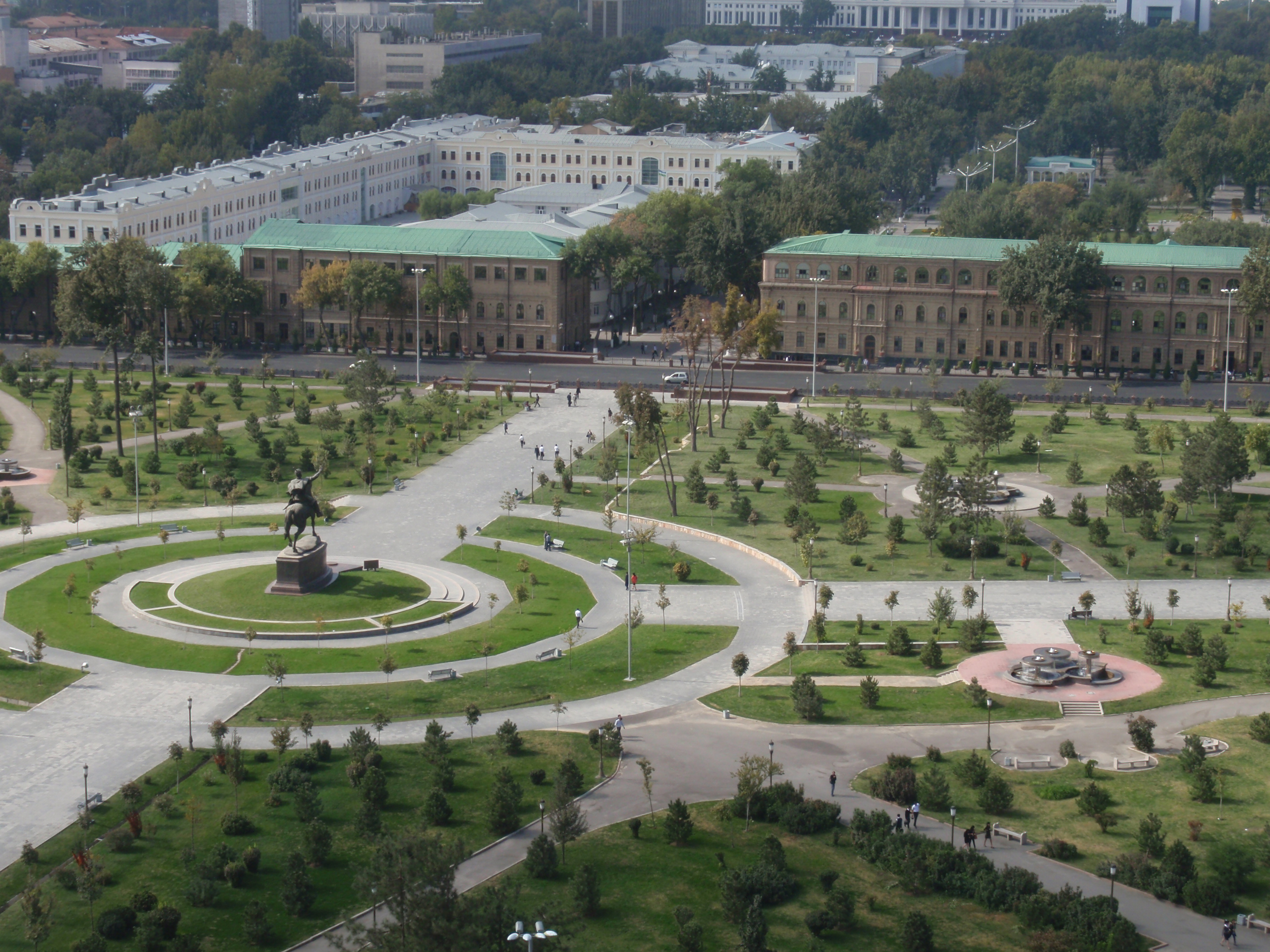
アミール・ティムール広場

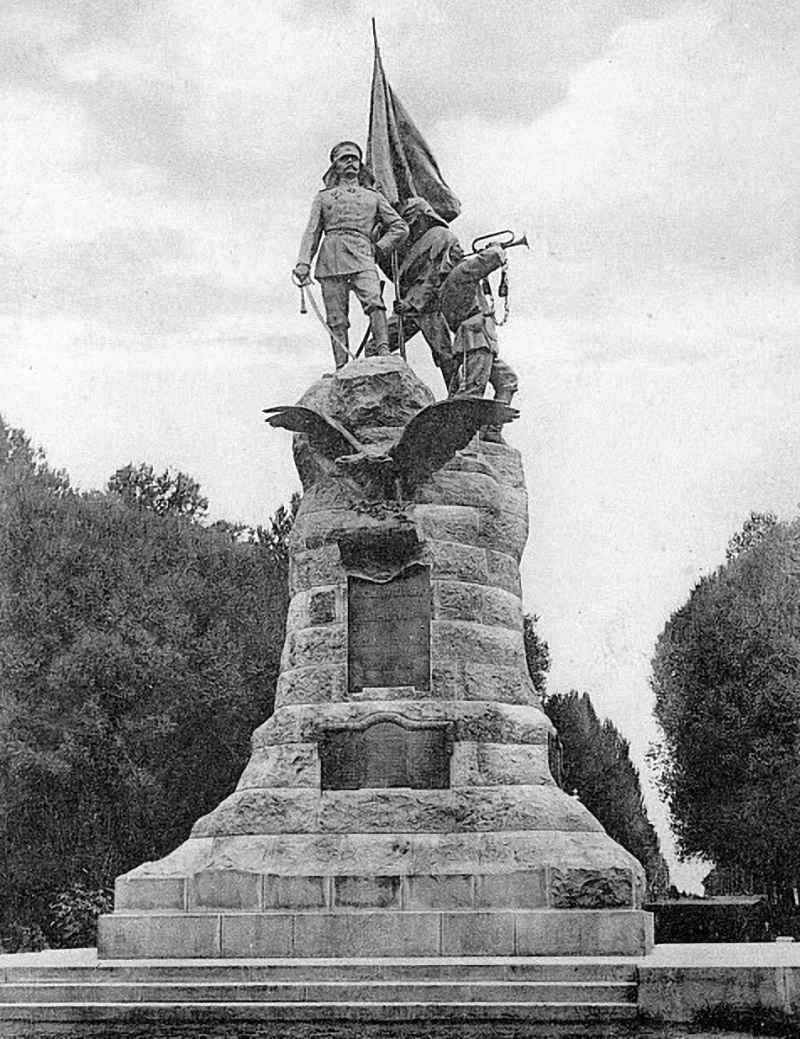
カウフマン像（1913年）

アミール・ティムール広場 (アミール・ティムールひろば、英語: Amir Temur Square, Amir Timur Square、ロシア語: Сквер Амира Темура) は、ウズベキスタンの首都タシュケントにある広場である。
広場の前身はトルキスタン総督府時代の総督府前に建設された公園である。この公園はミハイル・チェルニャエフ主導の下、ニコライ・ウルヤノフにより1882年にモスクワ通り (現アミール・ティムール通り) とカウフマン通り (現ミルザ・ウルグベク通り) という新都市の二つのメインストリートの交差点にコンスタンティノフ広場という名称で建設された。当初は、通行用として利用されていた。

## ロシア革命以前
広場は当初コンスタンティノフ広場と呼ばれ、市内最大の広場となっていた。この広場は未舗装であり、乾燥気候のため埃が多く雨で地面は泥だらけの状態だった。
基礎となる広場の建築計画はカウフマン通りとモスクワ通りという二つの大通りの中心にある交差点に沿って4つの区画に分け公園の中心部に交差点が来るようにするというものであった。同時に、公園周辺の道路はすべて歩行者用道路とし、分割された4つの部分は広場の異なる方向へと渡る歩行者用道路用に格子状とされた。
広場に交差して敷設された二つの通りは数百年前にタシュケント付近に建設されていた古代の交易ルートを再現したものであった。モスクワ通りは古代都市のチャーチュ (現代のミングリュク集落、公園から旧モスクワ通りに沿い、サラール川方向に向かって約2kmの地点に位置する) からカシュガル、そして中国へと続くキャラバンの交易ルートであるシルクロードの一部であり、カウフマン通りはタシュケントの旧要塞であるクイリュク (Kuyluk) からタシュケントを通りチルチク川に沿ってコーカンドへと続く道路であり、こちらも古代のキャラバンルートであった。したがって、古代の道路の交差点の傍に当たるこの地域は一種の礼拝所であったと考えられる。
広場の周辺には男女の中等教育学校施設、中央銀行、神学校などが建設されており、中等教育学校や銀行は当時と場所がほとんど変わっておらず (1930年代に中等教育学校は3階建ての鉄筋建築物として建設された) 、現代にその姿をとどめている。
この公園には元々トルキスタン総督府の総督であり、1882年5月に亡くなったコンスタンティン・フォン・カウフマンの墓があった。
1901年、タシュケントにおいてトルキスタン展覧会がコンスタンティノフ広場で開催された。展覧会開催のためA. L. Benoit建築によるムーアスタイルのパビリオンなど、東洋様式のパビリオンが複数建設された。1966年のタシュケント地震を経験した後、花を販売するパビリオンへと改築され近年まで保存されていた。
1910年11月17日、カウフマン通りとモスクワ通りが交差する中心部は清掃された後カウフマンの銅像が建設された。
銅像建設費用は寄付によって賄われ、8万ルーブル以上の資金が集まった。銅像建設計画ではトルキスタン芸術アカデミーが「カウフマン将軍とその軍隊は中央アジアを征服した」という碑文を作ることとなっていた。
1913年5月4日、広場中心部にはモスクワ通りとカウフマン通りが通っており、I.G.シュレイフェルにより製作されたトルキスタン総督府の初代総督カウフマンのモニュメントが設置された。台座には二つの異なる方向を向く鷲の像が配置され、碑文には「コンスタンティン・ペトロヴィチ・フォン・カウフマンとその軍は中央アジアを征服した」と記されていた。広場はカウフマン広場と呼ばれた。

## ソビエト連邦時代
1917年のロシア革命後、カウフマンのモニュメントは1919年夏に撤去されたが、銅像の台座は残されたままであり、10月革命を祝う行事の際には兵士に囲まれる中台座には国旗が掲げられていた。この「構成」は「革命戦士のモニュメント」と表現され、公園自体は1918年にマリア・スピリドーノワ公園と改称された後、すぐに革命広場という名称に変更された。
1919年から1926年までの間、台座には「鎌とハンマー」という題名の構成主義のモニュメントが設置され、集会所としても利用されていた。
ロシア革命後10周年の1927年、ドーム付きの柱にウズベク語とロシア語の二ヶ国語で「10月 - 世界革命の灯台、1917-1927」と書かれた碑文が設置された。ウズベク語の碑文はアラビア文字で記されていたため、ウズベク語の表記がラテン文字へと変更になった1929年、そしてキリル文字へと変更になった後は、アラビア文字で書かれた碑文部分は撤去された。
1930年の春、短期間ながらウラジーミル・レーニンの胸像と「5ヵ年計画の4年目」と記されたプロパガンダ掲示物が柱に代わって建設された。
1930年代前半、広場中心部は要塞砲により囲まれた以前のモニュメントの台座が占領し続けていた。
1935年、広場中心部から台座を撤去することが決定され、当時フリードリヒ・エンゲルス通り (モスクワ通り) とカール・マルクス通り (カウフマン通り)と呼ばれていた広場を通過する二つの通りは再び交差することとなった。
ソビエト連邦がスターリンの誕生日を祝っていた1940年代後半、革命広場の中心部にあった台座に新たにモニュメントが設置されることとなった。このモニュメントの人物はスターリンであり、彫刻家のメルクロフにより製作された。
1950年代前半は公園と周辺の建築物双方の拡張が行われた時期だった。
1961年10月に開催されたソビエト連邦共産党 (CPSU) 第22回党大会の後、すべてのスターリンのモニュメントが台座から取り外されることが決定され、台座はCPSUの概要をウズベク語とロシア語の2言語で入れた後、記念碑として使用されることが決定された。このため、広場中心部のモニュメントは「ロシア・ウズベク語辞書」として一般的に知られていた。
1968年、共産党やロシア革命に関連のあった中心部のモニュメントの再建が決定された。銅像の人物はカール・マルクスが選ばれ、これは公園の前の通りの名前にもなっている。共産主義の創設者とも言えるマルクスの胸像はトーチ付きでD.リャビチェヴァにより建設された。この時点で広場はほぼ現在と変わらない程度にまで整備され、大部分は変化していない。
広場は市民にとって魅力的な場所となってきた。1961年には有名喫茶店 (レストラン) のドルジュバ (Дружба、友好) がガラス張りという当時の最先端を行くスタイルで建設されてアイスクリームを販売、週末や休日にタシュケントの若者世代が多く集まった。また、彼らの親世代の人々はウズベキスタンのワインメーカーによる辛口ワインやフレッシュジュース、国内最高級のタシュケントのミネラルウォーターなどを楽しんだ。
広場の中心部は注意を引き付ける上で大きな役割をはたすため、政治目的の集会も度々行われてきた。共産党大会も20～30回にわたって開催されたほか、1960年代には、1944年にスターリンによりクリミア半島から強制移住させられ帰還を願うクリミア・タタール人や違法組織がこの広場で度々集会を開いた。
市中心部という便利な立地条件と朝から夜遅くまで営業しているカフェレストランの存在から、広場はあらゆる種類の「金を持つ」若者や犯罪者集団の注意をも惹きつけ、1960年代から1980年代までの間は顧客を求めて娼婦がたむろする地域ともなった。

## 独立後
ウズベキスタン独立後の1993年、ランドマークとなっていたカール・マルクスの銅像は新国家のイデオロギーに合わないとして撤去された。
1994年8月31日、ウズベキスタン独立後3周年を終わって広場は「アミール・ティムール広場」と改名され、広場の中央にはイルハム・ジャッバロフ製作による馬に乗ったティムールの銅像が設置された。開園式ではウズベキスタン大統領のイスラム・カリモフも出席し、「長きにわたって支配を受けてきた我々は偉大な同胞であるティムールを讃え、歴史的貢献に敬意を払う機会を失ってきた。」というスピーチを行った。
広場で売春を助長するような犯罪行為が行われることに対処するため、市当局は広場のすべての飲食店や娯楽施設に対して立ち退きを命じた。この中にはカフェ「ドルジュバ」や複数のアイスクリーム店、花を販売していたムーア・パビリオンのようなパビリオンも含まれていた。
2009年11月、公園の大規模改修工事と植生の改善という目的から、公園のシンボルとなっていた樹齢100年以上の老木が政府当局の決定により伐採された。また、法学研究所 (以前の女子高校) の前の道路とホテル「ポイタフト」に囲まれた区域にはオフィスビルが建設されることが決定された。これに関連して、A. Benoitにより1898年に建設された旧タシュケント神学校教会の建物の取り壊しが決定された。